# Dias Gomes
Alfredo de Freitas Dias Gomes, mais conhecido pelo sobrenome Dias Gomes (Salvador, 19 de outubro de 1922 — São Paulo, 18 de maio de 1999), foi um romancista, dramaturgo, autor de telenovelas e membro da Academia Brasileira de Letras. Também conhecido pelo seu casamento com a também escritora Janete Stocco Emmer (Janete Clair).

## Biografia
Dias Gomes nasceu em Salvador, na Bahia, em 19 de outubro de 1922.
Filho de Alice Ribeiro de Freitas Gomes e Plínio Alves Dias Gomes, um engenheiro, fez o curso primário no Colégio Nossa Senhora das Vitórias, dos Irmãos Maristas, e iniciou o secundário no Ginásio Ipiranga. Em 1935, mudou-se com a família para o Rio de Janeiro, onde prosseguiu o curso secundário no Ginásio Vera Cruz e posteriormente no Instituto de Ensino Secundário. Em 1943, ingressou na Faculdade de Direito do Rio de Janeiro, abandonando o curso no terceiro ano.

## Carreira

O pagador de promessas, de Dias Gomes (1978)

Essencialmente um homem de teatro, aos 15 anos Dias Gomes escreveu sua primeira peça, A Comédia dos Moralistas, com a qual ganharia o prêmio do Serviço Nacional de Teatro e pela União Nacional dos Estudantes (UNE), no ano seguinte. Em 1941 sua peça Amanhã Será Outro Dia chega às mãos do ator Procópio Ferreira que, empolgado com a qualidade do texto, chama o autor para uma conversa. Embora tivesse gostado do que lera, tratava-se de um drama antinazista e Procópio achava arriscado levar à cena um espetáculo desse porte em plena Segunda Guerra Mundial. Quando questionado se não teria uma outra peça, de comédia talvez, Dias lembrou-se de Pé de Cabra, uma espécie de sátira ao maior sucesso de Procópio até então, e não hesitou em levá-la ao grande ator que, entusiasmado, comprometeu-se a encená-la.
Sob a alegação de que a peça possuía alto conteúdo marxista, Pé de Cabra seria proibida no dia da estreia pelo Departamento de Imprensa e Propaganda (DIP), criado pela ditadura de Getúlio Vargas. Embora anos depois o autor viesse a se filiar ao Partido Comunista Brasileiro, até então Dias Gomes nunca havia lido uma só linha de Karl Marx. Graças à sua influência, Procópio consegue a liberação da peça, mediante o corte de 10 páginas do texto, e a mesma é levada à cena com grande sucesso. No ano seguinte, Dias Gomes assinaria com Procópio aquele que seria o primeiro grande contrato de sua carreira, no qual se comprometia a escrever com exclusividade para o ator. Desse período nasceram Zeca Diabo, João Cambão, Dr. Ninguém, Um Pobre Gênio e Eu Acuso o Céu. Infelizmente nem todas as peças foram encenadas, pois logo Dias e Procópio se desentenderam por sérias divergências políticas. Refletindo o pensamento da época, Procópio não concordava com as preocupações sociais que Dias insistia em discutir em suas peças. Tais diferenças levariam o autor a se afastar temporariamente dos palcos e ele passou a se dedicar ao rádio.
De 1944 a 1964 Dias Gomes adaptou cerca de 500 peças teatrais para o rádio, o que lhe proporcionou apurado conhecimento da literatura universal. Em 1960 Dias Gomes volta aos palcos com aquele que viria a ser o maior êxito de sua carreira: a peça teatral O Pagador de Promessas. Adaptada para o cinema por Anselmo Duarte, O Pagador seria o primeiro filme brasileiro a receber uma indicação ao Oscar e o único a ganhar a Palma de Ouro em Cannes.
Em 1965 Dias assiste, perplexo, à proibição de sua peça O Berço do Herói, no dia da estreia. Adaptada para a televisão com o nome de Roque Santeiro, a mesma seria proibida uma década depois, também no dia de sua estreia. Somente em 1985, com o fim do Regime Militar, o público iria poder conferir a Roque Santeiro - que, diga-se de passagem, viria a se tornar uma das maiores audiências do gênero.
Com a implantação da Ditadura Militar no Brasil, em 1964, Dias Gomes passa a ter suas peças censuradas, uma após a outra. Em 1969 foi demitido da Rádio Nacional, graças ao seu envolvimento com o Partido Comunista, não lhe resta outra saída senão aceitar o convite de Boni, então presidente da Rede Globo, para escrever para a televisão..
De 1969 a 1979 Dias Gomes dedica-se exclusivamente ao veículo, no qual demonstra incomum talento. Em 1972, Dias Gomes levaria o povo para a televisão ao ambientar Bandeira 2 no subúrbio carioca. Em 1973 escreveu a primeira novela em cores da televisão brasileira, O Bem-Amado. Em 1974 já falava em ecologia e no crescimento desordenado da cidade com O Espigão. Em 1976, com Saramandaia, abordaria o realismo fantástico, então em moda na literatura. O fracasso de Sinal de Alerta, em 1978, leva Dias a se afastar do gênero telenovela temporariamente.
Ao longo de toda a década de 1980, Dias Gomes voltaria a se dedicar ao teatro, escrevendo para a televisão esporadicamente. Datam desse o período os seriados O Bem-Amado e Carga Pesada (apenas no primeiro ano), e as novelas Roque Santeiro e Mandala, das quais escreveria apenas parte. Nos anos 90, Dias Gomes viraria as costas de vez para as telenovelas, dedicando-se única e exclusivamente às minisséries.

## Academia Brasileira de Letras
Dias Gomes foi eleito para a Academia Brasileira de Letras em 11 de abril de 1991, na sucessão de Adonias Filho, sendo recebido em 16 de julho de 1991 pelo acadêmico Jorge Amado. Ocupou a cadeira 21, cujo patrono é o maranhense Joaquim Serra e o atual ocupante é o escritor Paulo Coelho.

## Vida pessoal
Foi no ambiente radiofônico que Dias Gomes travou contato pela primeira vez com aquela que viria a se tornar sua primeira esposa, a então desconhecida escritora Janete Clair. Com ela se casou em 13 de março de 1950, e teve os filhos Alfredo Dias Gomes, Guilherme Dias Gomes, Marcos Plínio (falecido) e Denise Emmer. Viúvo de Janete, que morrera um ano antes, em 1984 Dias casa-se com a atriz Bernadeth Lyzio, com quem tem duas filhas: Mayra Dias Gomes e Luana Dias Gomes.

### Morte
Dias Gomes morreu aos 76 anos em um acidente de trânsito ocorrido na madrugada de 18 de maio de 1999 na região dos Jardins, na cidade de São Paulo. O dramaturgo voltava de táxi de um jantar com sua mulher Bernadeth depois de assistirem à encenação de Madame Butterfly, ópera dirigida pela atriz Carla Camurati. O taxista fez uma conversão proibida na avenida 9 de Julho, e o carro foi atingido por um ônibus que seguia na mesma direção. Com o impacto e sem estar usando o cinto de segurança, Dias Gomes foi arremessado para fora do carro e bateu a cabeça na mureta que separa a via exclusiva dos coletivos na avenida, o que causou sua morte instantânea. Bernadeth sofreu ferimentos e foi internada. O motorista do táxi, que também sofreu ferimentos, estava na profissão havia dois meses e alegou que só fez a manobra proibida "por insistência de Dias Gomes".
Em 2013, no remake de sua obra original Saramandaia, o autor é homenageado com uma pequena estátua de Santo Dias, retratado como o padroeiro da cidade de Bole-Bole.

## Obras
Dias Gomes escreveu diversas obras para o teatro, literatura, cinema e televisão. Entre suas peças teatrais, a mais célebre é O Pagador de Promessas (1959). Adaptada para o cinema em 1962, por Anselmo Duarte, conquistou vários prêmios internacionais, com destaque para a Palma de Ouro no Festival de Cannes.

### Teatro
- 1938 - A Comédia dos Moralistas
- 1939 - Esperidião
- 1940 - Ludovico
- 1941 - Amanhã Será Outro Dia
- 1942 - O Homem Que não Era Seu
- 1942 - Pé-de-Cabra
- 1943 - Zeca Diabo
- 1943 - João Cambão
- 1943 - Dr. Ninguém
- 1943 - Um Pobre Gênio
- 1943 - Eu Acuso o Céu
- 1943 - Sinhazinha
- 1943 - Toque de Recolher
- 1944 - Beco sem Saída
- 1949 - A Dança das Horas (adaptação do romance Quando É Amanhã)
- 1951 - O Bom Ladrão
- 1954 - Os Cinco Fugitivos do Juízo Final
- 1959 - O Pagador de Promessas
- 1960 - A Invasão
- 1961 - A Revolução dos Beatos
- 1962 - Odorico, o Bem Amado ou Os Mistérios do Amor e da Morte
- 1963 - O Berço do Herói
- 1966 - O Santo Inquérito
- 1968 - O Túnel
- 1968 - Dr. Getúlio, Sua Vida, Sua Glória (com Ferreira Gullar)
- 1969 - Vamos Soltar os Demônios (Amor Em Campo Minado)
- 1977 - As Primícias
- 1978 - Phallus  (inédita)
- 1978 - O Rei de Ramos
- 1979 - Campeões do Mundo
- 1986 - Olho no Olho (inédita)
- 1988 - Meu Reino por um Cavalo
- 1995 - Roque Santeiro, o Musical

### Livros
- 1945 - Duas Sombras Apenas
- 1946 - Um Amor e Sete Pecados
- 1947 - A Dama da Noite
- 1948 - Quando É Amanhã
- 1982 - Sucupira, Ame-a ou Deixe-a
- 1983 - Odorico na Cabeça
- 1994 - Derrocada
- 1995 - Decadência

### Televisão
Estreou na televisão em 1969, com a novela A Ponte dos Suspiros. Entre seus sucessos na televisão estão a novela O Bem Amado, que virou O Bem Amado seriado entre 1980 e 1984, Roque Santeiro, Bandeira 2, O Espigão e Saramandaia.
| Ano       | Telenovela                        |
| --------- | --------------------------------- |
| 1969      | A Ponte dos Suspiros              |
| 1970      | Verão Vermelho                    |
| 1970/1971 | Assim na Terra como no Céu        |
| 1971/1972 | Bandeira 2                        |
| 1973      | O Bem-Amado                       |
| 1974      | O Espigão                         |
| 1975      | Roque Santeiro (versão censurada) |
| 1976      | Saramandaia                       |
| 1978/1979 | Sinal de Alerta                   |
| 1985/1986 | Roque Santeiro                    |
| 1987      | Expresso Brasil                   |
| 1987/1988 | Mandala                           |
| 1990/1991 | Araponga                          |
| 1995      | Irmãos Coragem                    |
| 1996      | O Fim do Mundo                    |
| Ano       | Minissérie                        |
| 1982      | Um Tiro no Coração (inédita)      |
| 1988      | O Pagador de Promessas            |
| 1992      | As Noivas de Copacabana           |
| 1995      | Decadência                        |
| 1998      | Dona Flor e Seus Dois Maridos     |
| Ano       | Seriado                           |
| 1979/1980 | Carga Pesada                      |
| 1980/1984 | O Bem Amado                       |

#### Adaptações em outros países
| Ano  | Obra                              | País      |
| ---- | --------------------------------- | --------- |
| 1971 | Así en la Tierra Como en el Cielo | Argentina |
| 1996 | Sucupira (O Bem-Amado)            | Chile     |
| 2017 | El Bienamado (O Bem-Amado)        | México    |